# Deohako Corona
La Deohako Corona è una struttura geologica della superficie di Venere.